# Liwale
Liwale ist eine Stadt im Osten von Tanzania. Sie ist Hauptort des Distrikts Liwale, des größten Distrikts der Region Lindi, und hatte 2016 19.296 Einwohner.
Während der deutschen Kolonialzeit war der Ort Sitz einer Nebenstelle des Bezirks Kilwa und besaß eine Befestigungsanlage (Boma), die mit einer 30 Mann starken Polizeitruppe besetzt war.
Zu dieser Zeit lag die Stadt in der kautschukreichen Landschaft Donde.
Die Stadt wurde auch zum Schauplatz des Maji-Maji-Aufstands, als am 13. August 1905 Aufständische die dortige Boma angriffen und nach dreitägiger Belagerung eroberten. Liwale wurde für die Aufständischen zu einem logistischen Knotenpunkt zwischen dem Ausbruchsgebiet und weiteren wichtigen Kriegsschauplätzen. Hier tauschten Krieger untereinander Neuigkeiten aus und auch die maji-Medizin wurde hier ausgegeben.